# Anisodes pulvinaris
Anisodes pulvinaris là một loài bướm đêm trong họ Geometridae.